# Happy Mania
Happy Mania (ハッピー・マニア) est un manga de type  josei de Moyoko Anno. La série compte 11 volumes et est publiée en France par Pika Édition.  L'éditeur japonais est Shōdensha. Cette série a été prépubliée dans le mangashi Feel Young.

## Synopsis
À 24 ans, Shigeta n'a pas de petit ami. Jamais elle n'a réussi à avoir des histoires amoureuses sérieuses. Son but est de trouver le grand amour. Amusante obstinée et énergique, elle parcourt Tokyô à la recherche du petit ami idéal mais elle réalise vite qu'il n'est pas si facile de le trouver.

### Documentation
- Paul Gravett (dir.), « De 1990 à 1999 : Happy Mania », dans Les 1001 BD qu'il faut avoir lues dans sa vie, Flammarion, 2012 (ISBN 2081277735), p. 656.